# Goto Atsushi
Atsushi Goto (sinh ngày 19 tháng 1 năm 1975) là một cầu thủ bóng đá người Nhật Bản.

## Sự nghiệp câu lạc bộ
Atsushi Goto đã từng chơi cho Júbilo Iwata.